# Поліця (Єлса)
Поліця (хорв. Poljica) — населений пункт у Хорватії, у Сплітсько-Далматинській жупанії у складі громади Єлса.

## Населення
Населення за даними перепису 2011 року становило 59 осіб.
Динаміка чисельності населення поселення:

## Клімат
Середня річна температура становить 16,12 °C, середня максимальна – 28,16 °C, а середня мінімальна – 3,88 °C. Середня річна кількість опадів – 763 мм.
| Клімат поселення                              | Клімат поселення | Клімат поселення | Клімат поселення | Клімат поселення | Клімат поселення | Клімат поселення | Клімат поселення | Клімат поселення | Клімат поселення | Клімат поселення | Клімат поселення | Клімат поселення | Клімат поселення |
| Показник                                      | Січ.             | Лют.             | Бер.             | Квіт.            | Трав.            | Черв.            | Лип.             | Серп.            | Вер.             | Жовт.            | Лист.            | Груд.            |                  |
| Середній максимум, °C                         | 13,60            | 12,26            | 14,48            | 17,67            | 22,42            | 26,42            | 28,16            | 28,11            | 23,72            | 19,63            | 15,51            | 13,91            |                  |
| Середня температура, °C                       | 9,41             | 8,06             | 10,29            | 13,49            | 18,23            | 22,23            | 25,28            | 25,23            | 20,84            | 16,77            | 12,64            | 11,04            |                  |
| Середній мінімум, °C                          | 5,22             | 3,88             | 6,09             | 9,30             | 14,03            | 18,04            | 22,40            | 22,37            | 17,98            | 13,90            | 9,77             | 8,16             |                  |
| Норма опадів, мм                              | 78               | 64               | 68               | 61               | 49               | 40               | 26               | 44               | 62               | 85               | 99               | 87               |                  |
| Середньомісячна швидкість вітру, м/с          | 3.65             | 3.95             | 4.00             | 3.59             | 3.14             | 2.85             | 2.90             | 2.74             | 3.08             | 3.29             | 4.10             | 4.12             |                  |
| Середньомісячна сонячна радіація, кДж/м²·день | 5715             | 8457             | 12155            | 16669            | 20635            | 23447            | 25144            | 22060            | 16426            | 10737            | 6200             | 4835             |                  |
| --------------------------------------------- | ---------------- | ---------------- | ---------------- | ---------------- | ---------------- | ---------------- | ---------------- | ---------------- | ---------------- | ---------------- | ---------------- | ---------------- | ---------------- |
| Джерело:                                      |                  |                  |                  |                  |                  |                  |                  |                  |                  |                  |                  |                  |                  |